# Barış Memiş

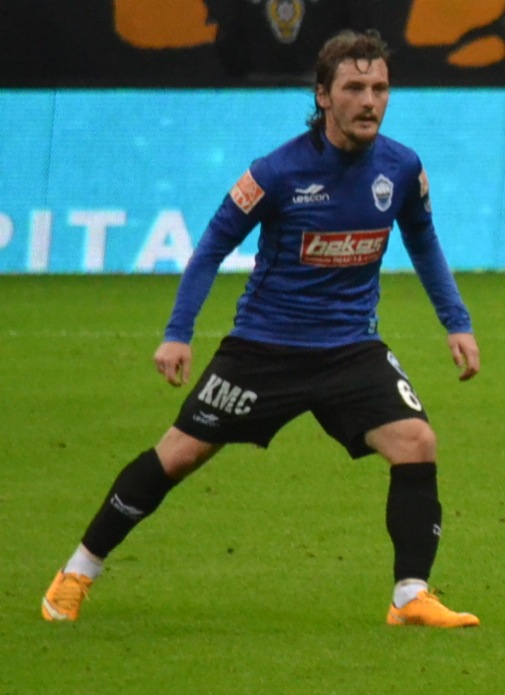
Barış Memiş

Baris Memiş (Trabzon, 5 januari 1990) is een Turks betaald voetballer. Hij komt sinds 2007 uit voor het eerste team van Trabzonspor als aanvallende middenvelder. Hij kan ook spelen op beide flanken.

## Carrière
Memiş promoveerde tot A-ploeg van Trabzonspor in december 2007. Sinds het vertrek van Gökdeniz Karadeniz speelt hij als een normale startmotor. Hij scoorde zijn eerste officiële doelpunt in zijn debuut tegen Kırıkkalespor in een Turks Cup wedstrijd. Zijn eerste competitiedoelpunt kwam tegen Kasımpaşa SK op 9 maart 2008. Hij hielp het team winnen 2-1. Memiş verlengde in 2009 zijn contract tot en met 2012. 

## Rugnummer
Memiş droeg in de seizoenen 2007/08 en 2008/09 rugnummer 61, dat bij Trabzonspor een speciaal nummer is omdat het de verkeerscode van Trabzon is. In 2009/10 draagt Memiş rugnummer 11. Ibrahim Yattara en Memiş wisselden van nummer, mede omdat Yattara in het nieuwe jaar wil schitteren en terug publieks-lieveling wil worden.